# Olga Fassatiová
Olga Fassatiová, roz. Javůrková (17. října 1924 Praha – 15. prosince 2011) byla česká vědkyně zabývající se studiem mikroskopických vláknitých hub.

## Mykologický výzkum
Po druhé světové válce se společně s dalšími spolupracovníky pod vedením prof. Karla Cejpa podílela na budování mykologického oddělení tehdejšího Botanického ústavu a později katedry nižších rostlin Přírodovědecké fakulty Univerzity Karlovy.
Olga Fassatiová izolovala entomofágní, fungikolní a půdní hyfomycety, které tvořily základ Sbírky kultur hub (CCF), která byla roku 1965 přijata do Československé sbírky mikroorganismů (později Federace československých sbírek mikroorganismů, FCCM). V roce 1987 byla Olga Fassatiová zvolena vedoucí FCCM. Mezi lety 1971 a 2004 pod jejím vedením probíhaly Mykologické kurzy. Školila množství studentů, habilitovala se jako docentka v roce 1992 (ve věku 68 let).
Je autorkou nebo spoluautorkou více než 60 původních vědeckých prací v oblasti taxonomie a ekologie mikroskopických hub. Popsala několik nových druhů hub (např. Talaromyces bohemicus).
Na její počest je pojmenována houba Trichoderma fassatiae.

## Rodina
Olga byla jedinou dcerou Františky (roz. Tvrzové) a Ferdinanda Javůrkových. K jejím předkům patřil český malíř Karel Javůrek, jehož dílo je uloženo ve sbírce Národní galerie v Praze. Jejím manželem byl biolog a biochemik Miloš Fassati. Jejich synové se jmenují Ondřej Fassati a Tomáš Fassati.
Matka Františka, která byla členkou náčelnictva Junáka, přihlásila v dětství Olgu do skautského oddílu. Olga se od prvních dnů po skončení 2. světové války angažovala ve zdravotnických skupinách, které sloužily nemocným, jež nemohli hned opustit koncentrační tábory. Šlo o činnost, která byla jako poslední zařazena do 2. odboje. Při této náročné práci se nakazila tuberkulózou, z níž se pak musela dlouhodobě léčit.
K celoživotnímu směřování Olgy patřil zájem o hlubší vnímání života. K jejím oblíbeným textům patřily vedle novozákonních evangelií například práce Ramana Maharši.